# Watertoren (Bussum)
De watertoren van Bussum ligt aan de Bussummergrindweg, aan de rand van Bussum nabij station Bussum Zuid en kijkt uit over de Bussumse heide en de bebouwing van Bussum-Zuid. De watertoren werd gebouwd in 1897 naar een ontwerp van Ir. H.P.N. Halbertsma en is niet meer als zodanig in gebruik. Halbertsma bouwde soortgelijke torens te Meppel en Almelo.
De toren had aanvankelijk een hoogte van 35 meter en een reservoir van 200 kubieke meter. De toren was onderdeel van het nabijgelegen pompstation en waterwingebied, eigendom van de Bussumsche Waterleiding Maatschappij, sinds het begin van de 20e eeuw een dochterbedrijf van de N.V. De Industriële Maatschappij. In 1982 werd het waterleidingbedrijf overgenomen door de N.V. PWN Waterleidingbedrijf Noord-Holland.
In 1967 werd een verbouwing uitgevoerd waarbij de mantel rond het waterreservoir werd vervangen, naar verluidt om te voorkomen dat delen van de buitenzijde van de toren naar beneden zouden vallen. Na deze verbouwing bedroeg de hoogte nog slechts 30 meter. De watertoren werd in 1997 verkocht aan de eigenaar van een ingenieursbureau, die het geheel wilde verbouwen tot woning met kantoor. Dit plan werd niet uitgevoerd. In 2004 richtten deze met een architect het Bussums Watertorencollectief op, met als doel een gemeenschappelijk kantoor te ontwikkelen met de hoogste duurzaamheidsscore van Nederland.  
Het werd een bedrijfsverzamelkantoor van 3500 vierkante meter. Het complex werd in zijn exploitatie CO2-neutraal en op de bovenste etage kwam een panoramaruimte, waarvoor de aluminium kap rond het reservoir vervangen werd door glazen wanden. De watertoren werd opgeleverd als duurzaamste kantoor van Nederland met een MIG-score van meer dan 1028 punten In 2010 werd het complex verkocht aan een belastingkantoor en betrokken de ingenieur en de architect een deel ervan als woning. Momenteel werken er 120 personen in het pand.